# ジェットラン・テクノロジーズ
ジェットラン・テクノロジーズ株式会社（英語: Jetrun Technologies Inc.、Jetrun）は、大阪府大阪市に本社を置き、自然言語処理を基盤としたITソリューションの企画・研究開発・運用などを主な業務とする日本の企業である。

## 概要
テキスト解析エンジン（テキストマイニング）「TrueText®（トゥルーテキスト）」、またそれを応用した自然対話AIプラットフォーム「STEER AI®（スティア・エーアイ）」の提供を行っている。Jetrunの技術はロボットやゲームアプリ、キャラクター対話、マーケティングなど様々な用途で採用され、顧客には大手企業も多い。

## 沿革
- 2001年（平成13年） - 創業者　野武浩がJetrunテクノロジ株式会社の前身となるノーテイクドットコムを設立。大学向けサーチエンジンの開発、インスタントメッセンジャーの基礎開発などを行う
- 2004年8月（平成16年）
  - Web2.0のコア技術として日本語解析技術（形態素解析拡張技術）および随時更新の検索エンジン「jetrun.jp」にてブログ検索技術を公開。
  - ECサイト国内11位の「ムラウチドットコム」が運営するブログポータルサイト「にほんブログ村」（以下、「にほんブログ村」）の全開発を担当・提供
- 2005年3月（平成17年）- Jetrunテクノロジ株式会社（Jetrun Technology Corporation）へ組織変更
- 2005年5月（平成17年）- GMOインターネットグループ（東証第一部上場）の「GMOメディア株式会社」とコンテンツ連動型広告において業務提携
- 2005年11月（平成17年）- 資本金を94,810,000円へ増資（GMO VenturePartners投資事業有限責任組合の投資案件第一号として、第三者割当を実施）
- 2006年7月（平成18年）- 沖縄支店開設（開発拠点JetrunLabsを設置）
- 2006年11月（平成18年）- ムラウチドットコムが運営するブログポータルサイト「にほんブログ村」に全文検索技術を提供
- 2007年10月（平成19年）- オーバーチュア株式会社（現、ヤフー株式会社）と、コンテンツ連動型広告の分野において提携
- 2008年3月（平成20年）- 楽天・ファスト・モバイルサーチ株式会社へテキストマイニングエンジン「TrueText」の技術提供を開始
- 2008年8月（平成20年）- ライブドア株式会社と、ライブドアブログの記事解析において提携
- 2008年10月（平成20年）
  - 青少年を取り巻く出会い系サイトの実態調査において琉球大学と産学連携
  - ネット監視ブラウザ「JScape」をリリース
- 2008年12月（平成20年）- EMA（一般社団法人モバイルコンテンツ審査・運用監視機構）に加盟
- 2010年11月（平成22年）- オムロンソフトウェア株式会社の画像認識システムにテキストマイニングエンジン「TrueText」を提供。同システムは、NTTドコモの『iコンシェル』サービスへ採用
- 2011年7月（平成23年）
  - bjリーグ（日本プロバスケットボールリーグ）で活躍する琉球ゴールデンキングス（沖縄バスケットボール株式会社）へオフィシャルパートナーとして協賛開始
  - 伊藤忠テクノソリューションズ株式会社（CTC）のクラウド型テキストマイニングサービス「コトロジ」に対し、テキストマイニングエンジン「TrueText」が採用される
- 2011年10月（平成23年）- 高性能な音声認識技術の開発「TrueVoice（仮称）」が沖縄県振興公社による「おきなわ新産業創出投資事業（研究開発支援部門）」へ採択
- 2012年4月（平成24年）- 東京本社を麻布十番に移転
- 2012年11月（平成24年）- NTTドコモの音声認識サービス「しゃべってコンシェル」にテキストマイニングエンジン「TrueText」が採用される
- 2012年12月（平成24年）
  - テックファーム（現、テックファームホールディングス）へテキストマイニング「TrueText」を提供開始
  - サイバーエージェントのコミュニティアプリ「ゴラクログ」へデータソース提供サービス「WordGRID」のコンテンツデータを提供開始
- 2013年9月（平成25年）-  日本オンラインゲーム協会（JOGA）へ加盟
- 2014年7月（平成26年）- 対話エンジン「TrueTalk」及び対話・キュレーション関係APIを商用リリース
- 2014年10月（平成26年）- 株式会社アサツー ディ・ケイと株式会社宣伝会議の共同主催のフォーラムにゲストスピーカーとして参加[1]。
- 2015年3月（平成27年）-  データサイエンティスト協会へ加盟
- 2015年6月（平成27年）
  - 関西の拠点 コミュニケーション・インサイツ総合研究所を京都西陣に新設
  - シャープ株式会社の「emopa（エモパー）2.0」にテキストマイニングエンジン「TrueText」が採用
- 2015年8月（平成27年）- NTTドコモが提供する開発者向けAPI提供サイトに「ヒトとロボットが交わす話題を約1900のジャンルに分類するAPI」と 「日常生活の調和を約26のパターンで判定するAPI」を提供
- 2015年9月（平成27年）- フォーラムエンジニアリング、オプトと人工知能（AI）機能を共同開発
- 2016年5月（平成28年）- シャープ株式会社の「RoBoHoN（ロボホン）」にJetrunの自然言語処理が採用
- 2016年12月（平成28年）- 京都支店を烏丸御池に移転
- 2017年1月（平成29年）- Cerevoが開発中の「1/8タチコマ」の対話システムに自然言語対話APIで技術協力
- 2017年2月（平成29年）- LINE主催の「LINE BOT AWARDS」へAPIを提供し、AI(人工知能)分野において連携
- 2017年3月（平成29年）- コニカミノルタへビッグデータ分析において、自然言語処理「TrueText」を技術提供
- 2017年8月（平成29年）- NTTドコモのCSRレポート「NTTドコモグループ サステナビリティレポート2017」へAPIパートナー企業としてJetrunが採用
- 2017年9月（平成29年）
  - 自然対話AIプラットフォームを「CEATEC JAPAN 2017」に出展
  - TBSラジオの新番組へ自然対話AIプラットフォームを提供　AI×ラジオにおいて連携を開始
- 2018年1月（平成30年）- 「KDDI IoTクラウド API Market」へ自然言語処理APIの提供を開始
- 2018年4月（平成30年）- 東京本社を元赤坂に移転
- 2018年7月（平成30年）- 京都支店を大阪オフィスとして内本町へ移転
- 2018年9月（平成30年）- 人工知能学会へ加盟
- 2018年10月（平成30年）- 問い合わせ対応AIチャットボットを富士通コミュニケーションサービス株式会社と共同開発― 9月7日よりソースネクスト社の「POCKETALK W」の製品サポートに採用
- 2019年3月 (平成31年）
  - 沖縄オフィスを那覇市・おもろまちから那覇市・泊に移転
  - 昭和の特撮ヒーローを演じた森次晃嗣とAI(人工知能)が手を組み、空前の人手不足日本で奮闘する動画を公開開始
- 2019年4月 (平成31年)
  - 社名をジェットラン・テクノロジーズ株式会社（Jetrun Technologies Inc.）に変更。
  - 伊織もえ×AI犬・ドッチくん TBSラジオで初共演～2019年4月6日(土)からお悩み相談番組を放送開始～
- 2021年5月 (令和3年)
  - ヤマハのコミュニケーションロボット「Charlie (チャーリー)」の対話基盤にJetrunの自然対話AIプラットフォームが採用される[2]

## 主なサービス・製品
- TrueText テキスト解析エンジン（テキストマイニング）

拡張型大規模形態素解析システム。2015年現在、精査された約数千万語の独自辞書を保有し、キーワードへの属性（カテゴリ）付与によって多彩な文章解析が可能。
Jetrunテクノロジが提供するサービス・製品は、「テキスト解析エンジン　TrueText®」の技術を活用したものである。
- STEER AI　自然対話AIプラットフォーム（テキストベースの雑談API）

TrueTextのテキスト解析技術を応用し、機械とのテキストベースの対話を提供するサービスである。
主な機能としては、意図解釈、感情分析があり、機械との自動対話を可能にしている。

## 導入事例
- 株式会社エヌ・ティ・ティ・ドコモ（NTTドコモ）
  - スマートフォン向けバーチャルアシスタント「しゃべってコンシェル」にJetrunの言語解析エンジンTrueText®を提供[3]。
  - NTTドコモが提供する開発者向けAPI提供プラットフォーム「docomo Developer support(dDs)」へ「カテゴリ分析API」と「センシティブ分析API」を提供[4]。
- KDDI株式会社 - 開発者向けAPI提供プラットフォーム「KDDI IoTクラウド API Market」へ「カテゴリ分析API」と「センシティブ分析API」を提供[5]。
- シャープ株式会社
  - ロボット電話RoBoHoN（ロボホン）の対話エンジンとして採用[6]。
  - スマートフォン向けバーチャルアシスタント「emopa（エモパー）」のテキスト解析エンジンにJetrunのTrueText®を採用[7]。
- 株式会社Cerevo - 「攻殻機動隊 S.A.C.」に登場するタチコマの1/8モデル（1/8タチコマ）に対しJetrunの対話技術を提供。タチコマとユーザーが創るコミュニケーションの一部を支援[8]。
- 株式会社アサツー ディ・ケイ（ADK） - Jetrunの対話エンジンを活用した次世代のメディアとして「友達アプリ」をフォーラムで紹介。アプリ内のキャラクターと会話をしていくことでユーザーの好みを学習し、その時々の会話や、日付、位置情報に合わせた情報や広告をプッシュする[1]。
- 株式会社TBSラジオ
  - 番組「THE FROGMAN SHOW A.I.共存ラジオ好奇心家族」へJetrunの自然対話AIプラットフォームを使った人工知能ペット「AI犬・ドッチくん」を番組アシスタントとして提供。ラジオを通してリスナーにAIを身近な存在として感じてもらうことを目指す[9][10]。
  - その後「ドッチくん」はJetrunがスポンサーを務める「いちごとレモンとマスカット ～伊織もえとAIによるお悩み相談番組～」に引き継がれ、番組と連動してドッチくんと対話できるAIチャットアプリも提供された（AndroidおよびiOS対応）[11]が、番組終了後しばらくしてアプリケーションも提供を終了した。
  - なお2020年7月31日現在、Jetrunウェブサイトトップページの事例紹介にある「ドッチくん」のアイコンをクリックするとポップアップで「AI犬・ドッチくん」が出現し、会話ができるようになっている[12]。
- 株式会社TBSテレビ - ドラマ「MIU404」との連動企画で、ドラマに登場するキャラクター「ポリまるくん」と対話できるAIチャットアプリを提供（AndroidおよびiOS対応）。アプリ内では番組ナビゲーターとして、番組と連動した様々なコンテンツをタイムリーに配信する[13]。
- 株式会社エフエム東京（TOKYO FM） - Jetrunがスポンサーを務める番組「THE CHORD 原田真二 with AI」にてシンガーソングライター原田真二のAIアシスタントとして「スティア」を提供。スティアは原田真二の全ての楽曲を学習しており、原田真二が最近気になる話題や単語を伝えると、原田真二の楽曲の中から関連する歌詞を返答することなどができる。またスティアが歌詞を作り、原田真二が即興で曲をつけ、スタジオのピアノで生演奏する、人とAIの共演も行われている[14]。
- NUWAロボティクス - 台湾のAIスマートロボット「Kebbi Air」の日本語対応にJetrunの自然対話AIプラットフォームを採用。高度なセンシング技術と12個のAIサーボモーターによる腕などの滑らかな動作、自然言語処理を駆使した対話技術において注目を集めている[12]。
- 京都大学 - Jetrunの自然言語処理エンジンを採用。医療系の非構造化データから、医療用語を抽出し分類。特定のシーンでの活用方法、また有用性について分析を行っている[15]。
- 富士通コミュニケーションサービス株式会社 - 富士通コミュニケーションサービス株式会社と連携し、ソースネクスト株式会社が提供する「POCKETALK® (ポケトーク) W」の製品サポートとしてりJetrunの自然対話AIプラットフォーム「STEER AI®(スティア・エーアイ)」を提供。曖昧な表現からでも、AIボットとユーザーとの対話を成立させ、オペレーターの代替として24時間365日対応サービスを実現[16]。
- 伊藤忠テクノソリューションズ株式会社 - クラウド型自然言語処理サービス「コトロジ」に自然言語処理ソリューション TrueText®を採用。インターネット掲示板やTwitter、電子書籍を始めとしたビッグデータに対し、質の高いキーワード抽出や情報の最適化を行う。辞書は随時更新され、新語や流行語にも対応可能[15][17]。
- 株式会社オプト、株式会社フォーラムエンジニアリング  - オプトが持つLINEビジネスコネクト配信ツール、フォーラムエンジニアリングが持つ機電系専門用語に対する知見やノウハウを、Jetrunの自然対話AIプラットフォームと提携させ、ものづくりメーカーの情報や技術用語に強い機電系エンジニア向けチャットボット「人工知能（AI）技術博士・フォーフォ」を開発。ユーザーとの対話を通してユーザーの好みなどのパーソナルな要素も把握し、求人情報や企業情報、技術系の専門用語や工業を中心とした都道府県の情報など、個々に合わせた情報発信を行う[18]。
- オムロンソフトウェア株式会社（オムロン関連会社）- オムロンソフトウェア株式会社の画像認識システムへ自然言語処理エンジン「TrueText®」を提供。同システムは、NTTドコモの『iコンシェル』サービスへ採用[15][19]
- コニカミノルタ株式会社 - ビッグデータ分析において、自然言語処理「TrueText」を技術提供[19][20]。
- テックファーム株式会社 - 自然言語処理エンジン「TrueText®」を提供[15][19]。
- 株式会社ベネッセコーポレーション（ウィメンズパーク、ベネッセコーポレーションが運営する日本最大級の女性口コミサイト）[20]
- 古河電気工業株式会社[20]
- 株式会社パーソルキャリア[20]
- 株式会社ゼンリンデータコム[20]
- 楽天コミュニケーションズ株式会社[20]
- ソニーグローバルソリューションズ株式会社（ソニーグループ）[20]
- SOMPOホールディングス株式会社[20]
- 日本たばこ産業株式会社[20]
- ヤマハ株式会社[15]

## 所在地
| 事業所名     | 所在地                            |
| ------------ | --------------------------------- |
| 大阪オフィス | 大阪府大阪市中央区内本町2丁目4-16 |
| 沖縄オフィス | 沖縄県那覇市泊2丁目1-18           |